# Bromthymolová modř
Bromthymolová modř je sloučenina používaná jako indikátor pH v chemii. Její použití je v oblasti pH 6,0–7,6, kde přechází z kyselé žluté formy na zásaditou modrou. Kromě analytické chemie se používá také ve farmaceutické výrobě a analýze.